# Kanton Pas-en-Artois
Der Kanton Pas-en-Artois war bis 2015 ein französischer Kanton im Arrondissement Arras, im Département Pas-de-Calais und in der Region Nord-Pas-de-Calais. Sein Hauptort war Pas-en-Artois. Vertreter im Generalrat des Départements war zuletzt von 2001 bis 2015 Ernest Auchart.

## Geografie
Der Kanton Pas-en-Artois lag im Mittel 128 Meter über Normalnull, zwischen 61 Metern in Amplier und 172 Metern in Humbercamps.

## Gemeinden
Der Kanton bestand aus 25 Gemeinden:
| Gemeinde            | Einwohner Jahr | Fläche km² | Bevölkerungsdichte | Code INSEE | Postleitzahl |
| ------------------- | -------------- | ---------- | ------------------ | ---------- | ------------ |
| Amplier             | 313 (2013)     | –          | – Einw./km²        | 62030      | 62760        |
| Bienvillers-au-Bois | 635 (2013)     | –          | – Einw./km²        | 62130      | 62111        |
| Couin               | 103 (2013)     | –          | – Einw./km²        | 62242      | 62760        |
| Famechon            | 116 (2013)     | –          | – Einw./km²        | 62322      | 62760        |
| Foncquevillers      | 457 (2013)     | –          | – Einw./km²        | 62341      | 62111        |
| Gaudiempré          | 194 (2013)     | –          | – Einw./km²        | 62368      | 62760        |
| Gommecourt          | 106 (2013)     | –          | – Einw./km²        | 62375      | 62111        |
| Grincourt-lès-Pas   | 34 (2013)      | –          | – Einw./km²        | 62389      | 62760        |
| Halloy              | 232 (2013)     | –          | – Einw./km²        | 62404      | 62760        |
| Hannescamps         | 198 (2013)     | –          | – Einw./km²        | 62409      | 62111        |
| Hébuterne           | 515 (2013)     | –          | – Einw./km²        | 62422      | 62111        |
| Hénu                | 165 (2013)     | –          | – Einw./km²        | 62430      | 62760        |
| Humbercamps         | 224 (2013)     | –          | – Einw./km²        | 62465      | 62158        |
| Mondicourt          | 624 (2013)     | –          | – Einw./km²        | 62583      | 62760        |
| Orville             | 406 (2013)     | –          | – Einw./km²        | 62640      | 62760        |
| Pas-en-Artois       | 802 (2013)     | –          | – Einw./km²        | 62649      | 62760        |
| Pommera             | 323 (2013)     | –          | – Einw./km²        | 62663      | 62760        |
| Pommier             | 236 (2013)     | –          | – Einw./km²        | 62664      | 62111        |
| Puisieux            | 700 (2013)     | –          | – Einw./km²        | 62672      | 62116        |
| Sailly-au-Bois      | 300 (2013)     | –          | – Einw./km²        | 62733      | 62111        |
| Saint-Amand         | 131 (2013)     | –          | – Einw./km²        | 62741      | 62760        |
| Sarton              | 182 (2013)     | –          | – Einw./km²        | 62779      | 62760        |
| Souastre            | 359 (2013)     | –          | – Einw./km²        | 62800      | 62111        |
| Thièvres            | 128 (2013)     | –          | – Einw./km²        | 62814      | 62760        |
| Warlincourt-lès-Pas | 195 (2013)     | –          | – Einw./km²        | 62877      | 62760        |